# Jorge Freitas
Jorge Marcos Freitas, mais conhecido como Jorge Freitas (Nova Friburgo, 25 de Janeiro de 1963) é um professor, maestro e carnavalesco brasileiro.

## Biografia
É formardo em Educação Física e Educação Artística, e foi regente durante  26 anos da Banda Marcial do Colégio Nossa Senhora das Mercês em Nova Friburgo-RJ.
Começou como carnavalesco em 1995 na Arranco do Engenho de Dentro ficando em 16º lugar no Grupo de Acesso, caindo para o Grupo B. Continuou na escola, e no ano seguinte, em 1996 foi campeão, com o enredo Ser Brasil, ser brasileiro. Em 1997 continuou como carnavalesco da Arranco do Engenho de Dentro no Grupo de Acesso, e assumiu o carnaval da Vila Isabel no Grupo Especial. Conquistou o 8º lugar no Grupo de Acesso e o 9º lugar no Grupo Especial. A partir de 1998 até 1999 permaneceu apenas como carnavalesco da Vila Isabel, tendo como melhor resultado um 11º lugar em 1999.
Em 2000 foi para São Paulo, onde virou carnavalesco da Gaviões da Fiel. Logo no primeiro ano, conseguiu um Vice-Campeonato no Grupo Especial. Continuou como carnavalesco em 2001 ficando com o 3º lugar. Em 2002 conquista seu primeiro título no Grupo Especial pela Gaviões da Fiel com o enredo Xeque-Mate. Em 2003 conquista o Bi-Campeonato, com o enredo As Cinco Deusas Encantadas no Corte do Rei do Gavião. No mesmo ano, ele voltou a Vila Isabel, quando a escola estava no Grupo de acesso, conquistando o 3º lugar.
Em 2004 foi contratado pela Portela, para a reedição do enredo Lendas e Mistérios da Amazônia, que havia dado o título em 1970 para agremiação. Com a reedição, conseguiu o 7º lugar no Grupo Especial do Carnaval do Rio de Janeiro.
No ano de 2005 voltou a Gaviões da Fiel, que havia sido rebaixada no ano anterior, e conseguiu o título do Grupo de Acesso com o enredo Levanta, sacode a poeira e dá a volta por cima. Em 2006 continuou na Gaviões da Fiel, que apesar de todo o favoritismo, terminou em 15º lugar, sendo novamente rebaixada ao Grupo de Acesso.
Em 2007 foi convidado pela LigaSP para assumir o carnaval da Pérola Negra, que havia acabado de subir do Grupo de Acesso, e conseguiu manter a escola no Grupo Especial, com uma 11º colocação.
Foi convidado em 2008 para assumir o carnaval da Rosas de Ouro. Após duas boas colocações, com um 4º lugar em 2008 e um 3º lugar em 2009. No ano de 2010 conquistou mais um título, com o enredo Cacau: um grão precioso que virou chocolate, e sem dúvida. se transformou no melhor presente. Em 2011 foi novamente o carnavalesco da escola e terminou o carnaval em 8º lugar com o enredo "Abra-te Sesamo: a senha da sorte!", 2012 apresentou um belo desfile "Hungria, o Reino dos Justus" homenagiando o empresário e apresentador Roberto Justus nesta mesma escola. Já para o carnaval de 2013 o carnavalesco desenvolveu para a Rosas de Ouro o enredo "Os Condutores da Alegria,numa Fantástica Viagem aos Reinos da Folia" , onde conseguiu o vice-campeonato. No carnaval 2014 Jorge Freitas elaborou o enredo "Inesquecivel" onde alcançou novamente o segundo lugar. Seu último trabalho na Rosas de Ouro foi para o carnaval 2015 com o enredo "Depois da tempestade...O encanto!" que resultou num 3º lugar para a escola.
Foi especulado de que iria para Vai-Vai, mas o carnavalesco acertou mesmo com a Império de Casa Verde para o carnaval de 2016, onde foi campeão do Grupo Especial.
Em 20 de fevereiro de 2018, foi anunciado como novo carnavalesco da Mancha Verde, conquistando o primeiro título do Grupo Especial da história da agremiação.
Em 2020, com o enredo "Pai! Perdoai, eles não sabem o que fazem!" a escola conquistou um vice-campeonato e decidiu manter o carnavalesco à frente da Mancha Verde.
Em 13 de setembro de 2021, foi anunciado a saída de Jorge Freitas da Mancha Verde, mas o enredo "Planeta Água" foi mantido pela escola de samba.
Em abril de 2022, o carnavalesco disse em entrevista que estava avaliando proposta de outras escolas para voltar ao carnaval e que seu destino artístico seria decidido após a apuração dos desfiles deste ano.
Tempos depois, assinou com a Dragões da Real, desenvolvendo para o carnaval de 2023 um enredo sobre a Paraíba. Conseguiu se classificar em quinto lugar, voltando ao Desfile das Campeãs pela quarta vez consecutiva. Renovou com a escola para 2024.

## Carnavais de Jorge Freitas
| Ano  | Escola                | Colocação   | Divisão         | Enredo                                                                                      | Ref.   |
| ---- | --------------------- | ----------- | --------------- | ------------------------------------------------------------------------------------------- | ------ |
| 1995 | Arranco               | 16º lugar   | Grupo A         | Ria, se puder                                                                               |        |
| 1996 | Arranco               | Campeã      | Grupo B         | Ser Brasil, ser brasileiro                                                                  |        |
| 1997 | Unidos de Vila Isabel | 9º lugar    | Grupo Especial  | Não deixe o samba morrer                                                                    |        |
| 1997 | Arranco               | 8º lugar    | Grupo A         | Chico Anísio, 50 anos de humor                                                              |        |
| 1998 | Unidos de Vila Isabel | 12º lugar   | Grupo Especial  | Lágrimas, suor e conquistas no mundo em transformação                                       |        |
| 1999 | Unidos de Vila Isabel | 11º lugar   | Grupo Especial  | João Pessoa, onde o sol brilha mais cedo                                                    |        |
| 2000 | Gaviões da Fiel       | Vice-Campeã | Grupo Especial  | Um Vôo Para a Liberdade                                                                     |        |
| 2001 | Gaviões da Fiel       | 3º lugar    | Grupo Especial  | Mitos e Magias na Triunfante Odisséia da Criação                                            |        |
| 2002 | Gaviões da Fiel       | Campeã      | Grupo Especial  | Xeque-Mate                                                                                  |        |
| 2003 | Gaviões da Fiel       | Campeã      | Grupo Especial  | As Cinco Deusas Encantadas na Corte do Rei Gavião                                           |        |
| 2003 | Unidos de Vila Isabel | 3º lugar    | Grupo A         | Oscar Niemeyer, o arquiteto no recanto da princesa                                          |        |
| 2004 | Portela               | 7º lugar    | Grupo Especial  | Lendas e Mistérios da Amazônia                                                              |        |
| 2005 | Gaviões da Fiel       | Campeã      | Grupo de acesso | Renasce, sacode a poeira e dá a volta por cima                                              |        |
| 2006 | Gaviões da Fiel       | 15º lugar   | Grupo Especial  | Asas da Fascinação                                                                          |        |
| 2007 | Pérola Negra          | 11º lugar   | Grupo Especial  | Venda como arte, comércio como sua principal representação                                  |        |
| 2007 | Gaviões da Fiel       | Campeã      | Grupo de acesso | Anchieta, José do Brasil                                                                    |        |
| 2008 | Rosas de Ouro         | 4º lugar    | Grupo Especial  | Rosaessência, O Eterno Aroma                                                                |        |
| 2009 | Rosas de Ouro         | 3º lugar    | Grupo Especial  | Bem-vindos à fábrica dos sonhos                                                             |        |
| 2010 | Rosas de Ouro         | Campeã      | Grupo Especial  | Cacau: um grão precioso que virou chocolate, e sem dúvida se transformou no melhor presente |        |
| 2011 | Rosas de Ouro         | 8º lugar    | Grupo Especial  | Abra-te Sesamo: a senha da sorte!                                                           |        |
| 2012 | Rosas de Ouro         | Vice-Campeã | Grupo Especial  | Hungria, o Reino dos Justus                                                                 |        |
| 2013 | Rosas de Ouro         | Vice-Campeã | Grupo Especial  | Os Condutores da Alegria, numa Fantástica Viagem aos Reinos da Folia                        |        |
| 2014 | Rosas de Ouro         | Vice-Campeã | Grupo Especial  | Inesquecível                                                                                |        |
| 2015 | Rosas de Ouro         | 3º lugar    | Grupo Especial  | Depois da Tempestade... O Encanto!                                                          |        |
| 2016 | Império de Casa Verde | Campeã      | Grupo Especial  | O Império dos Mistérios                                                                     |        |
| 2017 | Império de Casa Verde | 4º lugar    | Grupo Especial  | Paz. O Império da nova era                                                                  | [ 11 ] |
| 2018 | Império de Casa Verde | 6º lugar    | Grupo Especial  | O povo, a nobreza real                                                                      | [ 12 ] |
| 2019 | Mancha Verde          | Campeã      | Grupo Especial  | Oxalá, salve a princesa! A saga de uma guerreira negra                                      | [ 13 ] |
| 2020 | Mancha Verde          | Vice-Campeã | Grupo Especial  | Pai! Perdoai, eles não sabem o que fazem!                                                   | [ 14 ] |
| 2022 | Mancha Verde          | Campeã      | Grupo Especial  | Planeta Água                                                                                | [ 15 ] |
| 2023 | Dragões da Real       | 5º lugar    | Grupo Especial  | Paraíso Paraibano – João Pessoa, a Porta do sol das Américas                                |        |
| 2024 | Dragões da Real       | Vice-Campeã | Grupo Especial  | África, uma constelação de reis e rainhas                                                   |        |
| 2025 | Dragões da Real       | 6º lugar    | Grupo Especial  | A vida é um sonho pintado em aquarela                                                       | [ 16 ] |
| 2026 | Dragões da Real       |             | Grupo Especial  | Guerreiras Icamiabas - Uma lendária história de força e resistência                         |        |